# Яковенко Роман Сергійович
Рома́н Сергі́йович Якове́нко — майор Збройних сил України, учасник російсько-української війни, що відзначився під час російського вторгнення в Україну в 2022 році.

## Життєпис
Роман Яковенко народився 1992 року в селі Загребелля Сосницького району на Чернігівщині. Після закінчення технікуму вступив в Академію сухопутних військ імені Петра Сагайдачного у Львові. Відразу після закінчення вишу брав участь у бойових діях в АТО на сході України. У липні 2014 року був призначений старшим офіцером третьої гаубичної батареї 55-ї окремої артилерійської бригади «Запорізька Січ», а через півтора місяця бойової підготовки на запорізькому полігоні «Близнюки», в складі бригади потрапив на передову, якраз напередодні початку Іловайського котла, потім у районі Донецького аеропорту. Ніс військову службу до листопада 2020 року. З початку російського вторгнення в Україну перебуває на передовій.

## Родина
Одружився з Тетяною у вересні 2015 року.

## Нагороди
- орден «Богдана Хмельницького» II ступеня (2023) — за особисту мужність, виявлену у захисті державного суверенітету та територіальної цілісності України, самовіддане виконання військового обов’язку.
- орден «Богдана Хмельницького» III ступеня (2022) — за особисту мужність і самовіддані дії, виявлені у захисті державного суверенітету та територіальної цілісності України, вірність військовій присязі.
- Медаль «За військову службу Україні» (2020) - за особисту мужність і самовіддані дії, виявлені у захисті державного суверенітету та територіальної цілісності України, зразкове виконання військового обов’язку